# 3729 Yangzhou
3729 Yangzhou este un asteroid din centura principală, descoperit pe 1 noiembrie 1983.